# Ectobius frieseanus
Ectobius frieseanus är en kackerlacksart som beskrevs av Karlis Princis 1963. Ectobius frieseanus ingår i släktet Ectobius och familjen småkackerlackor.
Artens utbredningsområde är Albanien. Inga underarter finns listade i Catalogue of Life.